# Тетішулуй
Тетішулуй — струмок в Україні, у Тячівському районі Закарпатської області. Права притока Глибокого Потоку (басейн Дунаю).

## Опис
Довжина струмка приблизно 7,5 км.

## Розташування
Бере початок на північному заході від вершини Тетішулуй. Тече переважно на південний захід понад с. Топчино і в Нижній Апші впадає у річку Глибокий Потік, праву притоку Апшиці.